# 荆河乡
荆河乡是中国陕西省安康市汉滨区下辖的一个乡。

## 行政区划
荆河乡下辖以下行政区：
荆河村、八仙村、紫荆村、白庙村、得胜村、红庙村、杨寺村、仓房村、狮子村、晨光村